# حاجي حوسي
كظيملي حاجي حوسي كربلايي لتفالي أوغلو (بالأذرية: Hacı Hüsü) – عازف مقام، أحد الممثلين البارزين للفن الصوتي الموسيقي بأذربيجان.

## حياته
ولد حاجي حوسي في شوشا عام 1839. تلقى تعليمه الثانوية في مولا. ثم واصل تعليمه في المدرسة.
بدأ الغناء بسبب صوته الجميل. لم يكن حاجي حوسي مدعوًا لحفلات الزفاف الأذربيجانية فحسب، بل أيضًا لحضور اجتماعات العديد من المدن في الشرق الأوسط.
على سبيل المثال إستدعى الملك الإيراني نصر الدين حاجي حوسي إلى حفل زفاف ابنه في عام 1880 في تبريز.
رافق لحاجي حوسي في هذا الزفاف عازف تار صديقجان و عازف كمنجة باغداجول.
ولكن في نهاية حفل الزفاف، تم منح حاجي حوسي جائزة تعتبر الأولى قدمها له الملك الإيراني.
توفى حاجي حوسي في عشق آباد عام 1898.